# Metalor Technologies
Die Metalor Technologies SA (bis 2001 Métaux Précieux S.A. Metalor) mit Sitz in Neuchâtel ist ein international tätiger Schweizer Edelmetallverarbeiter im Besitz der japanischen Tanaka-Kikinzoku-Gruppe.
Die aus vier Divisionen bestehende Unternehmensgruppe raffiniert Gold und andere Edelmetalle und verarbeitet diese zu Goldbarren. Dazu beliefert Metalor die Schweizer Luxusuhrenindustrie mit Legierungen zur Herstellung von Uhrenteilen, die übrige Industrie mit Gold und anderen Edelmetallen für verschiedenste Verwendungszwecke sowie die Elektronikindustrie mit Silber- und Pseudolegierungen für elektrische Kontakte.
Die Metalor-Gruppe verfügt über Niederlassungen in 15 Ländern und erwirtschaftete 2008 mit 1'380 Mitarbeitern einen Umsatz von 331,1 Millionen Schweizer Franken.

## Geschichte
Die Unternehmenswurzeln gehen auf das 1852 von Martin de Pury & Cie gegründete „Vorbereitende Walzwerk“ in Le Locle zurück. Dieses spezialisierte sich auf das Schmelzen von Gold und die Herstellung von Uhrengehäusen. 1864 wurde das damals fünf Mitarbeiter zählende Werk von der Banque du Locle übernommen.
1918 ging der Betrieb in den Besitz des Schweizerischen Bankvereins über. Die Betriebsaktivitäten wurden auf die Veredelung von Edelmetallen und die Herstellung von Barren ausgedehnt. 1936 gründete der Bankverein daraus die Métaux Précieux S.A. Metalor in Le Locle. In der Folge wurden die Produktionsaktivitäten zunächst am Standort Neuchâtel und später in anderen Ländern ausgedehnt. 1998 verkaufte der Bankverein seine Tochtergesellschaft an eine Gruppe industrieller Investoren aus der Schweiz.
Im September 2016 wurde Metalor zu 100 % an die japanische Gruppe von Edelmetallherstellern Tanaka Kikinzoku verkauft. Zuvor lag die Mehrheit mit 50,5 % der Anteile beim französischen Investor Astorg Partners, der 2009 Metalor übernahm.

## Kritik
Metalor wurde mehrmals wegen der fragwürdigen Herkunft des Goldes kritisiert. Das Staatssekretariat für Wirtschaft (Seco) will sich mit der «Swiss Better Gold»-Initiative für einen nachhaltigeren Goldabbau einsetzen. Teil der Initiative ist z. B. Beispiel die Mine in Yanaquihua, wo im Mai 2023 27 Arbeiter bei einem Minenunglück starben.